# 青天河
35°19′15″N 112°58′49″E / 35.32083°N 112.98028°E
青天河风景名胜区位于河南省焦作市博爱县西北，系具世界地质公园、国家重点风景名胜区、国家5A旅游景区、国家水利风景区、太行山国家级猕猴自然保护区、中国青少年科学考察探险基地、全国重点文物保护单位等一身的风景区。景区由大泉湖（青天河水库）、靳家岭、月山寺、石佛滩、凤凰岭、明清民居村、太行博竹苑七大景区组成。